# El señor de los muertos
El señor de los muertos (The Vampyre: Being the True Pilgrimage of George Gordon, Sixth Lord Byron) es una novela de vampiros escrita por Tom Holland en 1995. En Estados Unidos ha sido publicada con el título The lord of the dead.
En esta novela el autor mezcla varios acontecimientos reales de la vida de Lord Byron y escenas de sus obras, así como de la novela El Vampiro de John Polidori, y los aborda desde una perspectiva sobrenatural, narrando la conversión en vampiro de Byron.
Los vampiros de la novela, aunque pueden beber todo tipo de sangre humana, se sienten especialmente atraídos por la de sus parientes y descendientes vivos. Además, poseen poderes para crear paisajes oníricos y confundir y controlar a sus víctimas humanas. También pueden crear "necrófagos", bestias que no comparten totalmente la maldición vampírica y que carecen de consciencia, encontrándose bajo el control de sus amos.

## Sinopsis
En el presente Rebeca Carivlle busca la única copia que queda de las memorias perdidas de Lor Byron, y finalmente se encuentra con el famoso escritor romántico, quien no sólo sigue vivo, sino que conserva el mismo aspecto de hace doscientos años.
Byron se encuentra cansado de la carga de la inmortalidad y le relata la historia de su extraordinaria vida, comenzando por su iniciación al mundo de ultratumba. Cuenta cómo se enfrentó al Pachá Vakhel, un vampiro turco que le transmitió su maldición, cómo terminó compartiendo su inmortalidad con su médico Polidori, y como éste, resentido, ha buscado hacerle daño a lo largo del tiempo, perjudicando a sus seres queridos.
- Datos: Q5826644